# 확대 균형
확대 균형(擴大均衡)은 한 나라의 경제를 여러 가지 면에서 균형을 유지하여 규모의 확대를 꾀하려고 하는 것을 뜻한다. 먼저 문제가 되는 것은 국제 수지의 균형을 도모하는 일이다. 국내적으로 재정투자를 늘림으로써 생산을 증가시켜 수요에 맞춘 채 통화의 증발을 하는 정책을 실행하지 않으면 안 된다. 그러나, 이와 같은 확대와 균형을 동시에 도모하는 것은 많은 문제점을 수반하는 일이다.